# كليفورد إي. راندال
كليفورد إي. راندال (بالإنجليزية: Clifford E. Randall)‏ هو قاضي ومحامي وسياسي أمريكي، ولد في 25 ديسمبر 1876 في الولايات المتحدة، وتوفي بنفس المكان في 16 أكتوبر 1934. حزبياً، نشط في الحزب الجمهوري. انتخب عضو مجلس النواب الأمريكي.